# Henna Virkkunenová
Henna Maria Virkkunenová (finsky Henna Maria Virkkunen; * 4. června 1972 Joutsa) je finská politička, bývalá europoslankyně a ministryně, od 1. prosince 2024 eurokomisařka pro technickou suverenitu, bezpečnost a demokracii a místopředsedkyně druhé komise von der Leyenové. 

## Biografie
Narodila se roku 1972 ve městě Joutse ve Středním Finsku, ale dětství prožila v Alavus v provincii Jižní Pohjanmaa, kde její rodiče provozovali bar. Ve věku 21 let začala studovat žurnalistiku a řečovou komunikaci na Jyväskyläské univerzitě a zároveň studovala žurnalistiku na křesťanské vysoké škole. Má  doktorát z filozofie a napsala disertační práci o rozdílech mezi ministry. Před svou politickou kariérou pracovala jako novinářka pro Keskisuomalainen, v letech 1993 až 1998 jako novinářka na volné noze, v letech 1998 až 2002 jako komunikační odbornice v komunikační agentuře Medita Communicationi a v letech 2003 až 2006 jako grantová řešitelka na univerzitě v Jyväskylä.

### Politická kariéra
Je členkou pravicové strany Národní koalice (KOK). V letech 2008 až 2011 byla předsedkyní Svazů žen Národní Koalice (finsky Kokoomuksen Naisten Liitto).
| Volby | Obvod     | Počet hlasů | Výsledek |
| ----- | --------- | ----------- | -------- |
| 1996  | Jyväskylä | ?           | Zvolena  |
| 2000  | Jyväskylä | ?           | Zvolena  |
| 2004  | Jyväskylä | 965         | Zvolena  |
| 2008  | Jyväskylä | 1 995       | Zvolena  |
| 2012  | Jyväskylä | 1 523       | Zvolena  |
| 2021  | Jyväskylä | 1 793       | Zvolena  |

| Volby | Obvod          | Počet hlasů | Výsledek      |
| ----- | -------------- | ----------- | ------------- |
| 1995  | Střední Finsko | 738         | Nezvolena     |
| 2003  | Střední Finsko | 3 325       | 1. náhradnice |
| 2007  | Střední Finsko | 6 133       | Zvolena       |
| 2011  | Střední Finsko | 7 127       | Zvolena       |

| Volby | Počet hlasů | Výsledek |
| ----- | ----------- | -------- |
| 2014  | 43 829      | Zvolena  |
| 2019  | 70 687      | Zvolena  |
| 2024  | 95 045      | Zvolena  |

## Soukromý život
Virkkunen žije ve městě Jyväskylä a má jedno dítě se svým manželem Matti Mäkinenem, starostou Hankasalmi.
Virkkunen ráda běhá a je fanynkou klusáckých dostihů a pesäpallo. Je rovněž mluvčí pesäpallo týmu Jyväskylä Kirittäri. Na jaře roku 2022 se zúčastnila televizní show Erikoisjoukot.

## Vyznamenání
- Řád bílé růže (2011)[3]